# John Burns Hynd
John Burns Hynd (* 4. April 1902 in Perth, Schottland; † 8. November 1971 in Enfield, London) war ein britischer Politiker (Labour). 

## Werdegang
Hynd besuchte die St Ninian’s Cathedral School und die Caledonian Road School in Perth. Als er 14 Jahre alt war, ging er von der Schule ab und begann, als Angestellter in der Bezirksverwaltung der Eisenbahngesellschaft London, Midland and Scottish Railway zu arbeiten. 1925 wechselte er als Angestellter zur National Union of Railwaymen, für die er bis 1962 tätig blieb. 
Im Februar 1944 wurde er bei einer Nachwahl im Wahlkreis Sheffield Attercliffe als Abgeordneter in das britische Unterhaus gewählt, dem er bis 1970 angehörte. Er war Chancellor of the Duchy of Lancaster und von Juli 1945 bis April 1947 Minister für deutsche und österreichische Angelegenheiten. Von April bis Oktober 1947 war er Minister für Pensionen.
Von 1951 bis 1955 war er Mitglied des General Medical Council, zudem Vorsitzender der deutsch-britischen sowie der britisch-lateinamerikanischen Parlamentariergruppen. Er ist Verfasser einer Biografie über Willy Brandt.

## Schriften
- 1966: Willy Brandt. A pictorial biography.

## Ehrungen
- 1958: Großes Verdienstkreuz mit Stern der Bundesrepublik Deutschland
- 1960: Ritter der Ehrenlegion
- 1961: Großes Goldenes Ehrenzeichen mit dem Stern für Verdienste um die Republik Österreich